# Горы Рерир
Горы Рерир (лат. Rerir Montes) — горная цепь на Титане, самом крупном спутнике Сатурна. Расположена в светлой местности Адири (координаты центра — 4°48′ ю. ш. 147°54′ в. д. / 4,8° ю. ш. 147,9° в. д.). Тянется с запада на восток; максимальный размер — около 370 км.
Горы Рерир соседствуют с несколькими другими горными цепями, вытянутыми примерно параллельно им. Немного южнее их находятся горы Иренсага, севернее — горы Таникветиль. К югу от западной части гор Рерир лежит поле дюн, известное как волны Борея.
Горы Рерир были обнаружены на радиолокационных снимках космического аппарата «Кассини», заснявшего эту область 25 августа 2009 года. Как и другие горы, на радарных изображениях они выглядят ярче окружающей местности. Носят имя горы Mount Rerir из легендариума Дж. Р. Р. Толкина (в русском переводе — Рерир, Рэрир или Реир). Это название было утверждено Международным астрономическим союзом 5 декабря 2011 года.